# Grand Prix Formule 1 van Frankrijk 1990
De Grand Prix Formule 1 van Frankrijk 1990 werd gehouden op 8 juli 1990 op Paul Ricard.

## Uitslag
| Positie | Nummer | Rijder             | Team                  | Ronden | Tijd/Opgave         | Startplaats | Punten |
| ------- | ------ | ------------------ | --------------------- | ------ | ------------------- | ----------- | ------ |
| 1       | 1      | Alain Prost        | Ferrari               | 80     | 1:33:29.606         | 4           | 9      |
| 2       | 16     | Ivan Capelli       | Leyton House- Judd    | 80     | + 8.626             | 7           | 6      |
| 3       | 27     | Ayrton Senna       | McLaren-Honda         | 80     | + 11.606            | 3           | 4      |
| 4       | 20     | Nelson Piquet      | Benetton-Ford         | 80     | + 41.207            | 9           | 3      |
| 5       | 28     | Gerhard Berger     | McLaren-Honda         | 80     | + 42.219            | 2           | 2      |
| 6       | 6      | Riccardo Patrese   | Williams-Renault      | 80     | + 1:09.351          | 6           | 1      |
| 7       | 30     | Aguri Suzuki       | Larrousse-Lamborghini | 79     | + 1 Lap             | 14          |        |
| 8       | 29     | Éric Bernard       | Larrousse-Lamborghini | 79     | + 1 Lap             | 11          |        |
| 9       | 26     | Philippe Alliot    | Ligier-Ford           | 79     | + 1 Lap             | 12          |        |
| 10      | 9      | Michele Alboreto   | Arrows-Ford           | 79     | + 1 Lap             | 18          |        |
| 11      | 11     | Derek Warwick      | Lotus-Lamborghini     | 79     | + 1 Lap             | 16          |        |
| 12      | 12     | Martin Donnelly    | Lotus-Lamborghini     | 79     | + 1 Lap             | 17          |        |
| 13      | 8      | Stefano Modena     | Brabham-Judd          | 78     | + 2 Laps            | 20          |        |
| 14      | 25     | Nicola Larini      | Ligier-Ford           | 78     | + 2 Laps            | 19          |        |
| 15      | 7      | David Brabham      | Brabham-Judd          | 77     | + 3 Laps            | 25          |        |
| 16      | 19     | Alessandro Nannini | Benetton-Ford         | 75     | Elektrisch probleem | 5           |        |
| 17      | 18     | Yannick Dalmas     | AGS-Ford              | 75     | + 5 Laps            | 26          |        |
| 18      | 2      | Nigel Mansell      | Ferrari               | 72     | Motor               | 1           |        |
| DQ      | 22     | Andrea de Cesaris  | Dallara-Ford          | 78     | Gediskwalificeerd   | 21          |        |
| NF      | 3      | Satoru Nakajima    | Tyrrell-Ford          | 63     | Versnellingsbak     | 15          |        |
| NF      | 15     | Mauricio Gugelmin  | Leyton House-Judd     | 58     | Motor               | 10          |        |
| NF      | 23     | Pierluigi Martini  | Minardi-Ford          | 40     | Elektrisch probleem | 23          |        |
| NF      | 4      | Jean Alesi         | Tyrrell-Ford          | 23     | Differentieel       | 13          |        |
| NF      | 10     | Alex Caffi         | Arrows-Ford           | 22     | Ophanging           | 22          |        |
| NF      | 5      | Thierry Boutsen    | Williams-Renault      | 7      | Motor               | 8           |        |
| NF      | 21     | Emanuele Pirro     | Dallara-Ford          | 7      | Remmen              | 24          |        |
| NQ      | 24     | Paolo Barilla      | Minardi-Ford          |        |                     |             |        |
| NQ      | 17     | Gabriele Tarquini  | AGS-Ford              |        |                     |             |        |
| NQ      | 35     | Gregor Foitek      | Onyx-Ford             |        |                     |             |        |
| NQ      | 36     | Jyrki Järvilehto   | Onyx-Ford             |        |                     |             |        |
| PQ      | 14     | Olivier Grouillard | Osella-Ford           |        |                     |             |        |
| PQ      | 33     | Roberto Moreno     | EuroBrun-Judd         |        |                     |             |        |
| PQ      | 34     | Claudio Langes     | EuroBrun-Judd         |        |                     |             |        |
| PQ      | 31     | Bertrand Gachot    | Coloni-Subaru         |        |                     |             |        |
| PQ      | 39     | Bruno Giacomelli   | Life                  |        |                     |             |        |

## Wetenswaardigheden
- Het was de 100ste Grand Prix-overwinning van Ferrari.
- Het was de 50ste Grand Prix van Satoru Nakajima.

## Statistieken
| Pole-position | Nigel Mansell | Ferrari | 1:04.402 |
| Snelste ronde | Nigel Mansell | Ferrari | 1:08.012 |

## Noot
- Dit was de vijfde overwinning van de Grote Prijs van Frankrijk voor Alain Prost (1981, 1983, 1988, 1989) en hiermee vestigde hij een nieuw record. Hij verbrak het oude record van Juan Manuel Fangio (4), gevestigd tijdens de Grote Prijs van Frankrijk van 1957.

1906 · 1907 · 1908 · 1912 · 1913 · 1914 · 1921 · 1922 · 1923 · 1924 · 1925 · 1926 · 1927 · 1928 · 1929 · 1930 · 1931 · 1932 · 1933 · 1934 · 1935 · 1936 · 1937 · 1938 · 1939 · 1947 · 1948 · 1949 · 1950 · 1951 · 1952 · 1953 · 1954 · 1956 · 1957 · 1958 · 1959 · 1960 · 1961 · 1962 · 1963 · 1964 · 1965 · 1966 · 1967 · 1968 · 1969 · 1970 · 1971 · 1972 · 1973 · 1974 · 1975 · 1976 · 1977 · 1978 · 1979 · 1980 · 1981 · 1982 · 1983 · 1984 · 1985 · 1986 · 1987 · 1988 · 1989 · 1990 · 1991 · 1992 · 1993 · 1994 · 1995 · 1996 · 1997 · 1998 · 1999 · 2000 · 2001 · 2002 · 2003 · 2004 · 2005 · 2006 · 2007 · 2008 · 2018 · 2019 · 2021 · 2022